# Mayo-Kaoledji
Pour les articles homonymes, voir Salassa (homonymie).
Mayo-Kaoledji est un village de la commune de Mayo-Baléo situé dans la région de l'Adamaoua et le département du Faro-et-Déo, à proximité de la frontière avec le Nigeria.

## Population
Lors du recensement de 2005, le village comptait 110 personnes, 55 de sexe masculin et 55 de sexe féminin.

## Infrastructures sociales existantes
Le village contient une mosquée, une école publique, un marché et un terrain de football.